# Margaranthus
Margaranthus es un género de plantas en la familia de las Solanáceas con seis especies que se distribuyen por México.

## Especies seleccionadas
- Margaranthus lemmoni
- Margaranthus purpurascens
- Margaranthus solanaceus